# افغانستان در ۲۰۱۲
حوادث ذیل به ترتیب ماه‌ها در سال ۲۰۱۲ در افغانستان بوقوع پیوست.

## متولیان امور
- رئیس‌جمهور: حامد کرزی
- معاون اول رئیس‌جمهور: محمد فهیم
- معاون دوم رئیس‌جمهور: کریم خلیلی
- قاضی القضات: عبدالسلام عظیمی

## حوادث

### ژانویه
- ۱ ژانویه – رئیس‌جمهور حامد کرزی گفت که پلیس اعضای خانواده‌ای را که متهم به شکنجه و حبس غیرقانونی خانم زیر سن پسر شان، سحرگل، در شش ماه گذشته هستند و او را تحت شکنجه و بدرفتاری قرار دادند، دستگیر خواهد کرد و آن‌های را که در خشونت علیه عروس ۱۵ ساله در ولایت شمال شرقی بغلان دست داشتند، مجازات خواهد کرد.[۱]
- ۳ ژانویه – جنگ در افغانستان (از ۲۰۰۱ تا اکنون)
  - یک بم‌گذار انتحاری ۴ فرد غیرنظامی و یک سرباز پلیس را در ولایت قندهار کشت.
  - دست کم ۱۲ نفر در سه انفجار در جنوب افغانستان جان باختند.
- ۲۰ ژانویه – جنگ‌جویان طالبان در افغانستان پس از آن خشم‌گین شدند که نیروهای دریایی ایالات متحده آمریکا در ویدیوی منتشر شده بر روی ۳ جسد که گمان می‌رفت جنگجویان طالبان باشند، ادرار می‌کنند. در ضمن، جنرال جان آر. آلن که فرمان‌دهی نیروهای بین‌المللی در افغانستان را به‌عهده داشت، ملا محمد عمر، رهبر یک چشمی طالبان را متهم کرد که پس از چندین انفجار انتحاری در ولایات ناامن جنوبی که منجر به کشته شدن ۲۰ نفر، عمدتاً غیرنظامیان شد، «تمام کنترل» جنگ‌جویان خط اول نبرد خود را از دست داد.[۲]

### فوریه
- ۱ فوریه – جنگ در افغانستان (از ۲۰۰۱ تا اکنون)
  - روزنامه لندن تایمز مطلبی را منتشر کرد که در آن گزارش محرمانه ناتو تصریح می‌دارد که طالبانِ با حمایت پاکستان پس از خروج نیروهای بین‌المللی از افغانستان، کنترل افغانستان را دوباره به‌دست خواهند گرفت.
  - جت‌های نیروی هوایی پاکستان مواضع شبه‌نظامیان در مناطق اورکزی و کروم اجنسی نزدیک مرز با افغانستان را بمباران کردند و ادعا نمودند که ۳۱ شورشی را کشتند.
- ۴ فوریه – هیئت معاونت ملل متحد در افغانستان (یوناما) پیش‌بینی نمود که تلفات افراد غیرنظامی در جنگ افغانستان به ۳۰۲۱ تن در سال ۲۰۱۱ افزایش یافته‌است و شورشیان مسئول بیشتر این تلفات هستند.
- ۱۰ فوریه – لیون پانیتا، وزیر دفاع ایالات متحده آمریکا خطاب به سپاه دریایی این کشور گفت که دربارهٔ تک‌تیراندازانی که با لوگویی همانند شواتزشتافیل نازی در افغانستان عکس گرفتند، تحقیق کرده و اقدام لازم را در دست گیرند.
- ۲۱ فوریه – جنرال آمریکایی جان آر. آلن، رئیس نیروهای بین‌المللی کمک به امنیت (آیساف) در افغانستان تحقیق دربارهٔ ادعاهای مبنی بر سوزاندن قرآن در پایگاه نیروهای هوایی آمریکا را آغاز کرد، چون افغان‌ها در پیوند به این قضیه اعتراض و تظاهرات نمودند.

### مارس
- ۲ مارس – شورای علمای افغانستان قطع‌نامه‌ای را به رئیس‌جمهور کرزی ارائه نمود که در آن تصریح شده بود زنان افغان باید از یک منشور رفتار سخت‌گیرانه پیروی کنند. اما برخی از احکام این اعلامیه خشم فعالان زن را برانگیخت. به‌طور مثال، در این اعلامیه آمده بود که زنان نباید در امکانِ هم‌چون مدارس، بازارها و دفاتر با مردان بی‌گانه خلوت نمایند. این قطع‌نامه همچنین شوهران را اجازه می‌داد تا همسران شان را مورد ضرب و شتم قرار دهند. رئیس‌جمهور کرزی این قطع‌نامه‌ای شورای علماء را تأیید کرد که واکنش‌ها و انتقادها را در پی‌داشت.[۳]
- ۴ مارس – طبق سخن رئیس ستاد ارتش افغانستان، سوزاندن قرآن در پایگاه ناتو در افغانستان اهداف و انگیزه طالبان تحت کنترل پاکستان را به پیش برد و هرگونه تکرار «چشم‌پوشی» مشابه از سوی نیروهای غربی فاجعه‌بار خواهد بود. جنرال شیر محمد کریمی در مصاحبه‌ای تصریح نمود: «دشمن (طالبان) آن را بزرگ‌نمایی خواهند کرد و از آن به منظور تحریک [احساسات] مردم استفاده خواهند کرد».[۴]
- ۱۱ مارس – مقامات افغان به سی‌ان‌ان (CNN) گفتند که یک سرباز آمریکایی از پایگاه خود بیرون شد و خانه به خانه در منطقه بارکزی ولایت قندهار رفت و ۱۷ نفر را در خانه‌های شان به قتل رساند که ۹ تن آنان کودک و ۳ تن دیگر شان زن بودند و ۵ فرد دیگر نیز در این رویداد زخمی شدند. حامد کرزی در پیوند به این حادثه گفت: «قتل افراد بی‌گناه به‌صورت عمدی از سوی سرباز آمریکایی، عمل وحشتناک و غیرقابل بخشش است». جنرال جان آر. آلن فرمانده آیساف گفت: «این حادثه عمیقاً وحشتناک است و به هیچ وجه نمایان‌گر ارزش‌های آیساف و نیروهای ائتلاف یا احترام دائمی ما نسبت به مردم افغانستان نیست».[۵]
- مارس – پس از این‌که یک سرباز آمریکایی ۱۶ فرد غیرنظامی را به قتل رساند، کاسه صبر افغان‌ها در برابر نیروهای خارجی لبریز شد و اعضای مجلس نمایندگان افغانستان نیز در زمینه هشدار دادند. این قطع‌نامه قوی در حالی ارائه شد که مقامات آمریکایی از ترس تلافی‌جویانه پس از عمل وحشتناک قندهار که شامل ۹ کودک در میان کشته شدگان هستند، هشدار دادند. حامد کرزی، رئیس‌جمهور افغانستان نیز گفت که این عمل «غیرقابل بخشش» است و شبه‌نظامیان طالبان هشدار انتقام دادند. سربازی که دست به چنین اقدامی زده بود، مورد پرسش و بازجویی قرار خواهد گرفت. ناتو نیز تعهد نمود که عدالت تأمین خواهد شد. این نوع کشتارها می‌تواند زمینه خروج شتاب‌زده نیروهای آمریکایی را از افغانستان بیشتر مساعد سازد. این تنش‌ها در میان احساسات ضد ایالات متحده آمریکا در افغانستان به دنبال سوزاندن قرآن در پایگاه ناتو در ماه گذشته در کابل ظهور کرد. مقامات آمریکایی اما مکرراً از وقوع این حادثه معذرت خواهی کردند.

### آوریل
- آوریل – یک فرد انتحاری در ولایت فاریاب افغانستان دست کم ۱۲ نفر را به قتل رساند و شماری زیادی را زخمی کرد.
- ۱۱ آوریل – حامد کرزی رئیس‌جمهور افغانستان احتمال برگزاری انتخابات ریاست جمهوری را به جای تاریخ تعیین شده ۲۰۱۳، در سال ۲۰۱۴ اعلام کرد. او نگرانی را مطرح نمود که تسلیم‌دهی کامل امنیت و برگزاری انتخابات ریاست جمهوری در یک‌سال می‌تواند چالش آفرین باشد. کرزی همچنین گفت: «این پرسشی است که نزد من وجود دارد و من آن را در تیم داخلی خود مطرح کردم. هنوز تصمیم نهایی را نگرفته‌ام ولی به این زودی نخواهد بود».[۶]
- ۱۵ آوریل – آوریل ۲۰۱۲ حملات افغانستان

### می
- ۱ می – ایالات متحده آمریکا و افغانستان توافق‌نامه همکاری استراتژیک را امضاء کردند؛ سندی که حمایت ایالات متحده آمریکا از افغانستان را تا سال ۲۰۱۴ تضمین می‌کرد.
- ۱۳ می- مولوی ارسلاء رحمانی، یکی از اعضای کلیدی شورای عالی صلح افغانستان ترور شد و گروه ملا دادالله مسؤلیت آن را به‌دوش گرفت.[۷][۸]
- ۲۱ می – در نشست سران سال ۲۰۱۲ ناتو در شیکاگو، گروه ائتلاف استراتژی خروج از افغانستان را تصویب کرد. بیشتر سربازان آیساف قرار بود، در پایان دسامبر ۲۰۱۴ از این کشور خارج شوند.

### ژوئن
- ۲ ژوئن – نیروی سرویس هوایی ویژه (SAS) و نیروی دلتای آمریکا (US Delta force) عملیات مشترکی را انجام دادند که طی آن ۵ امدادگر خارجی را از نزد گروه شورشیان در ولسوالی شهر بزرگ در نزدیکی مرز میان افغانستان و تاجکستان با موفقیت نجات دادند. نیروهای سرویس هوایی ویژه بریتانیا (SAS) و نیروهای دلتای آمریکا (US Delta force) توسط هلی‌کوپتر به محل اعزام شدند و در «راهپیمایی طولانی» به سوی مغاره شرکت نمودند؛ مغاره‌ای پر خم و پیچ که ۵ امداگر در آن از سوی شورشیان نگهداری می‌شدند. متعاقباً دو تیم با شورشیان وارد جنگ شدند و آدم ربایان تا دندان مسلح را مغلوب ساختند. گروگان‌ها نیز در جریان حمله نیروی‌های سرویس هوایی ویژه نجات یافتند. در این عملیات ۱۱ شورشی کشته شدند و هیچ آسیب و تلفاتی بر نیروی سرویس هوایی ویژه و نیروی دلتا آمریکا وارد نشد.[۹]

### ژوئیه
- ۷ الی ۹ ژوئیه – بیش از ۷۰ کشور در کنفرانس توکیو در مورد افغانستان شرکت نمودند و تعهد کردند که میلیاردها دلار به این کشور کمک خواهند کرد.
- ۳۰ ژوئیه – بمب جاسازی شده در داخل یک مسجد در شهر ترینکوت، مرکز ولایت ارزگان، حین ادای نماز صبح انفجار کرد. در اثر این رویداد، امام مسجد و قاضی ولایت جان باختند و ۴ تن دیگر که در آنجا حضور داشتند، مجروح شدند.[۱۰]

### اوت
- ۱۰ اوت – قتل‌عام پایگاه عملیات خط مقدم دهلی در روستای گرم‌سیر، ولایت هلمند افغانستان
- ۲۸ اوت – عملیات وایپر هلمند در ولایت هلمند در جنوب افغانستان صورت گرفت.

### سپتامبر
- ۱۸ سپتامبر – عملیات با سربازان افغان، پس از وقوع حملات توسط اردو و پلیس ملی یا هم نفوذی‌های شورشیان افغان با لباس‌های مشابه علیه نیروهای خارجی، محدود شد.[۱۱]

### اکتبر
- ۱ اکتبر – در یک حمله انتحاری سرباز ناتو، ۴ سرباز پلیس ملی افغان و ۷ فرد غیرنظامی کشته شدند و ۳۷ تن دیگر زخم برداشتند.[۱۲]
- ۱۳ اکتبر – یک فرد انتحاری دو مأمور استخباراتی ایالات متحده آمریکا و ۴ مقام افغان را از پا درآورد.

### نوامبر
- ۲۳ نوامبر – یک فرد انتحاری ۳ فرد غیرنظامی را کشت و ۹۰ تن دیگر را شامل سربازان ناتو در شرق افغانستان مجروح ساخت.[۱۳]

### دسامبر
- ۲ دسامبر – در اثر حمله طالبان به پایگاه ناتو در شرق افغانستان، ۳ سرباز افغان کشته شدند و تعدادی سربازان ناتو زخم برداشتند.[۱۴]
- ۸ و ۹ دسامبر – اپریترهای گروه توسعه جنگاوری ویژه نیروی دریایی (DEVGRU) یک دکتر آمریکایی را در ولایت لغمان که سه روز قبل از سوی طالبان ربوده شده بود، نجات دادند. در این عملیات، ۴ جنگ‌جوی طالب کشته شدند، هرچند یک سرباز ویژه نیروی دریایی ایالات متحده آمریکا نیز جان باخت (که پس از مرگ‌اش نشان صلیب نیروی دریایی برایش اعطاء شد). از سوی هم، یک سرباز دیگری ویژه نیروی دریایی ایالات متحده آمریکا به پاس شجاعت و ایستادگی‌اش در جریان این مأموریت، مدال افتخار را دریافت کرد.